# 生格乡 (天峻县)
生格乡是中华人民共和国青海省海西蒙古族藏族自治州天峻县下辖的一个乡镇级行政单位。

## 地理
海拔在3,400–4,200米之间，植被以高寒草甸为主。

## 行政区划
生格乡下辖以下地区：
阿吾嘎尔牧委会、奥陇牧委会、织合纳合牧委会和秀陇牧委会。